# Sand Mountain
Sand Mountain (littéralement Montagne de sable) est une dune chantante située à 32 km à l'est de la ville de Fallon, dans le Nevada, le long de la U.S. Route 50. La dune fait trois kilomètres de longueur et a 180 mètres de hauteur. Le sable provient de l'ancien lac Lahontan, en grande partie asséché il y a 9 000 ans. La Sand Mountain Recreation Area est gérée par le Bureau of Land Management et est ouverte à l'utilisation des véhicules hors route. La région est également la seule zone d'habitat du papillon bleu de Sand Mountain, espèce en danger. Les ruines de la gare de Sand Springs du Pony Express se trouvent également dans la zone de loisirs. Des activités sportives comme le sandboard et le ski sur sable peuvent être pratiquées sur le site.

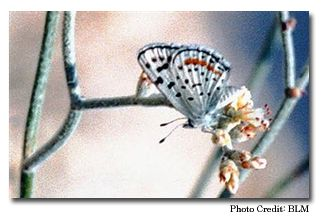
Papillon bleu des montagnes de sable

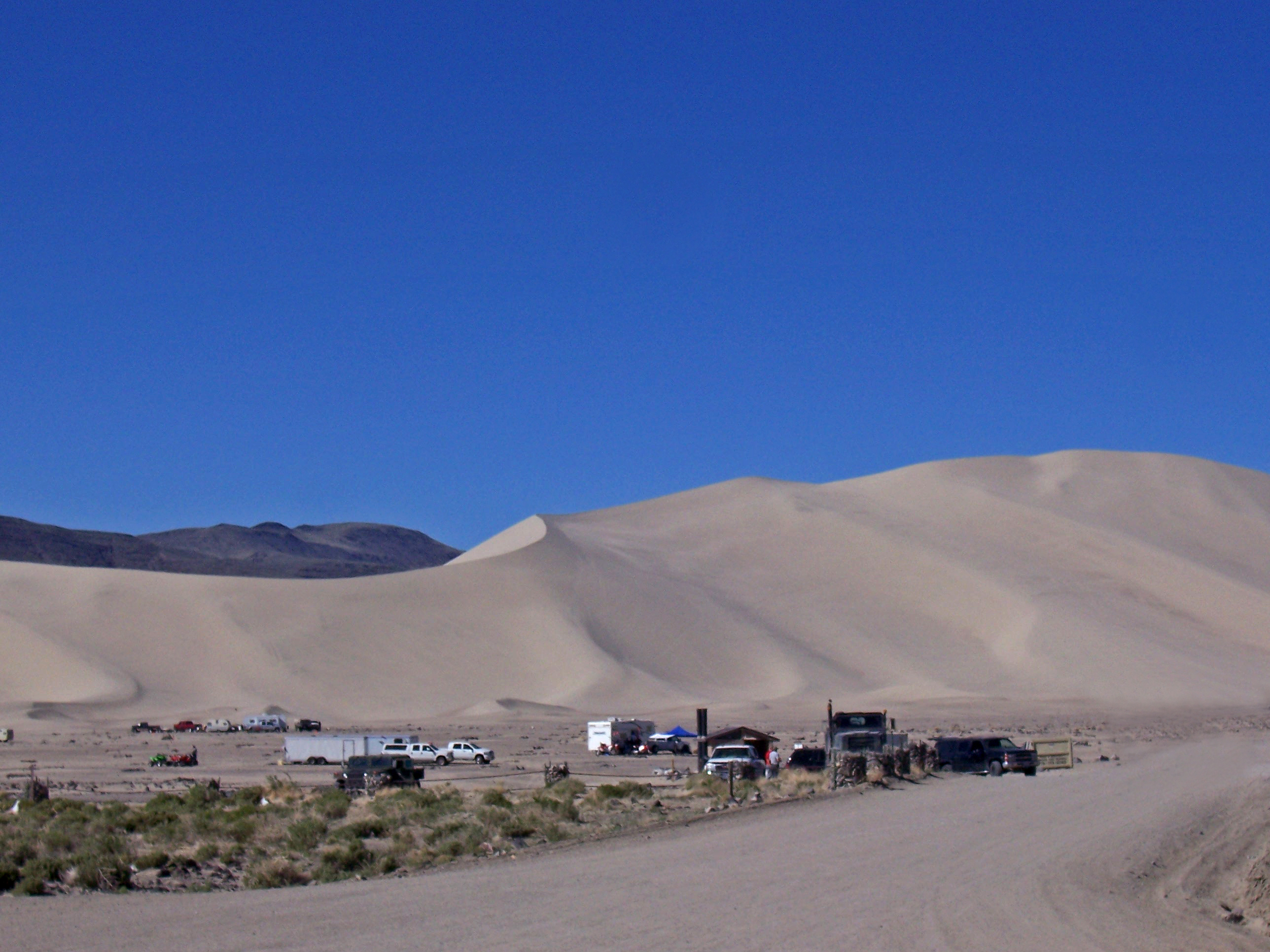
Aire de loisirs de Sand Mountain, terrain de camping et VTT